# Scott Cooper (réalisateur)
Pour les articles homonymes, voir Scott Cooper.
Scott Cooper, né le 22 juin 1970 à Abingdon en Virginie, est un acteur, réalisateur scénariste et producteur américain.

## Filmographie
Sauf indication contraire, les informations mentionnées dans cette section peuvent être confirmées par la base de données cinématographiques IMDb,  présente dans la section « Liens externes ».

### Acteur
- 1994 : Les Jumelles de Sweet Valley : Nicholas (Série télévisée - Saison 2, épisode 20, Kidnapping - 2e partie réalisé par Harvey Frost)[1]
- 1998 : Dry Martini de Alejandro Chomski : Robert
- 1999 : Perfect Fit de Donald P. Borchers (en) : un gars au bar
- 1999 : Austin Powers 2 : L'Espion qui m'a tirée (Austin Powers: The Spy Who Shagged Me) de Jay Roach : Bobby, le fils de Klansman
- 1999 : X-Files : Aux frontières du réel (The X-Files) de Chris Carter : Max Harden (Série télévisée - Saison 7, épisode 5 : À toute vitesse réalisé par Robert Lieberman)
- 2000 : Cybertr@que (Takedown) de Joe Chappelle : Jake Cronin
- 2001 : Bill's Gun Shop (en) de Dean Hyers : Dillion McCarthy
- 2001 : Rain de Robert J. Wilson : Pvt. Holland
- 2001 : Washington Police (The District) de Terry George et Jack Maple : Michael Barrett (Série télévisée - Saison 2, épisode 1, Lost and Found réalisé par Jim Charleston)
- 2003 : Gods and Generals de Ronald F. Maxwell : Lieutenant Joseph Morrison
- 2003 : Save It for Later de Clark Brigham : Jake O'Connor
- 2003 : Attitude de Rob Nilsson : Rails
- 2006 : Broken Trail de Walter Hill : Gilpin (Mini série télévisée)
- 2009 : For Sale by Owner (en) de Robert J. Wilson : Will Custis
- 2010 : Le Grand Jour (Get Low) de Aaron Schneider : Carl
- 2010 : Disgrâce (Disgrace) de Steve Jacobs : un étudiant[1]

### Producteur
- 2009 : For Sale by Owner (en) de Robert J. Wilson
- 2009 : Crazy Heart de lui-même
- 2015 : Strictly Criminal (Black Mass) de lui-même
- 2017 : Hostiles de lui-même
- 2022 : The Pale Blue Eye de lui-même
- 2025 : Deliver Me from Nowhere de lui-même

### Scénariste
- 2009 : For Sale by Owner (en) de Robert J. Wilson
- 2009 : Crazy Heart de lui-même
- 2013 : Les Brasiers de la colère (Out of the Furnace)
- 2015 : Strictly Criminal (Black Mass) de lui-même
- 2017 : Hostiles de lui-même
- 2021 : Affamés (Antlers) de lui-même
- 2022 : The Pale Blue Eye de lui-même
- 2025 : Deliver Me from Nowhere de lui-même

### Réalisateur
- 2009 : Crazy Heart
- 2013 : Les Brasiers de la colère (Out of the Furnace)
- 2015 : Strictly Criminal (Black Mass)
- 2017 : Hostiles
- 2021 : Affamés (Antlers)
- 2022 : The Pale Blue Eye
- 2025 : Deliver Me from Nowhere

## Distinctions

### Récompenses[2]
- 2010 : Meilleur premier film aux Film Independent's Spirit Awards pour Crazy Heart

### Nominations[2]
- 2010 : Meilleur premier scénario aux Film Independent's Spirit Awards pour Crazy Heart
- 2010 : Meilleure adaptation aux WGA Awards pour Crazy Heart
- 2010 : Réalisateur le plus prometteur aux Chicago Film Critics Association Awards pour Crazy Heart